# Vít Obrtel
Vít Obrtel (22. března 1901 Olomouc – 12. června 1988 Praha) byl český architekt, teoretik architektury, designér, návrhář nábytku, scénograf, typograf, knižní grafik, básník a redaktor.

## Život
Vít Obrtel se narodil do rodiny Heleny Obrtelové (roz. Hradilové, *24. října 1874) a Františka Obrtela (31. března 1873 – 13. února 1962), novináře a spisovatele. Celé dětství prožil v Olomouci, kde také zahájil středoškolské studium na reálce, ale dokončil je maturitou v Praze (1918). Poté vystudoval Fakultu architektury a pozemního stavitelství na ČVUT v Praze (1918–1925, u prof. Antonína Engela a Rudolfa Kříženeckého).
Po praxi v soukromém ateliéru vstoupil do služeb pražské obce jako architekt-projektant. Od roku 1927 působil ve stavebním oddělení Ministerstva pošt a telegrafů v Praze a Karlových Varech. V roce 1931 založil v Praze vlastní architektonický ateliér. V roce 1941 byl vězněn v koncentračním táboře Terezín. Od roku 1948 pracoval v pražském projektovém ústavu s pozdějším názvem Stavoprojekt (r. 1950 byl vyšetřován kvůli stykům s Karlem Teigem a sympatiím k trockismu). V roce 1960 se podílel na založení pracoviště zaměřeného na projektování zdravotnických zařízení (později Zdravoprojekt). Zde působil jako vedoucí projekčního střediska až do odchodu do důchodu (1985)..
Byl jedním z členů tzv. Puristické čtyřky. Stál v čele časopisu Kvart (1930–1937, 1945–1949). V roce 1931 vydal spolu s Bohuslavem Broukem a Jindřichem Štyrským kulturní leták Rok.
Publikoval projekty a texty v revuích Stavba, Pásmo, Disk, Tam-tam, Fronta, ReD, Plán, Rock, Kvart, Architektura, Československý architekt aj., přičemž čtvrtletník Kvart založil, byl jeho šéfredaktorem, typografem a grafickým úpravcem.
Knižní grafikou a typografií – v konstruktivistickém duchu – se zabýval od roku 1926 a upravil téměř padesát knižních titulů, zejména svých přátel – V. Vančury, V. Nezvala, J. Seiferta, Fr. Halase aj., nejvíce pro Škeříkovu knižnici Symposion.
Člen řady spolků, např. Spolku posluchačů architektury, Skupiny Kvart, skupiny ARDEV (Architekti Devětsilu), Svazu moderní kultury Devětsil, Klubu architektů, Spolku československých inženýrů a architektů, Svazu architektů ČSSR, Spolku výtvarných umělců Mánes (SVU Mánes), Spolku českých bibliofilů aj.
Je autorem básnických sbírek Hudba o křehkosti (1983), Je krásný den (1962), Kštice Bereniky (1937), Rok plný dnů (1978), Z rosy zrozená (1944), Železné opánky (1945).
Po ovdovění žil s českou básnířkou Marií Bieblovou, vdovou po českém básníku Konstantinu Bieblovi. Je pohřben na hřbitově v Kroměříži.

## Ocenění díla
V roce 2001 mu byla udělena pocta České komory architektů in memoriam.